# William L. Pfeiffer

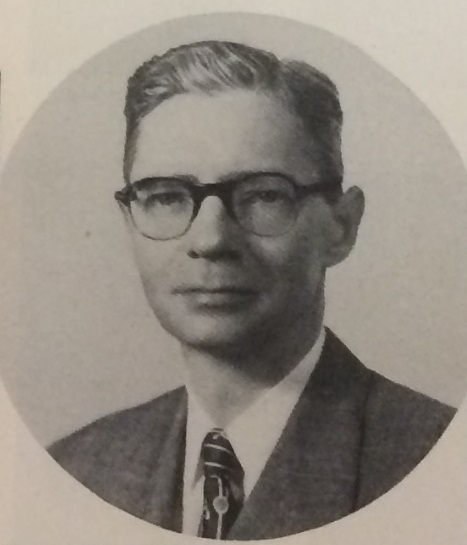
William L. Pfeiffer

William Louis Pfeiffer (* 29. Mai 1907 in Buffalo, New York; † 22. Juli 1985 in Glens Falls, New York) war ein US-amerikanischer Politiker. Zwischen 1949 und 1951 vertrat er den Bundesstaat New York im US-Repräsentantenhaus.

## Werdegang
William Pfeiffer besuchte die öffentlichen Schulen seiner Heimat und die Tech High School. Danach arbeitete er als Zeitnehmer (Timekeeper) für die Firma American Radiator Co. Daran schloss sich eine Ausbildung zum Buchhalter an. Gleichzeitig schlug er als Mitglied der Republikanischen Partei eine politische Laufbahn ein. 1938 gehörte er dem Stab des republikanischen Kongresskomitees für den Staat New York an. In den folgenden Jahren bekleidete er einige Ämter auf Bezirks- und Staatsebene. So fungierte er beispielsweise von 1946 bis 1948 als stellvertretender Comptroller der Staatsregierung von New York. Zwischen 1949 und 1953 war er Staatsvorsitzender der Republikaner.
Bei den Kongresswahlen des Jahres 1948 wurde Pfeiffer im 42. Wahlbezirk von New York in das US-Repräsentantenhaus in Washington, D.C. gewählt, wo er am 3. Januar 1949 die Nachfolge von Walter G. Andrews antrat. Da er im Jahr 1950 auf eine weitere Kandidatur verzichtete, konnte er bis zum 3. Januar 1951 nur eine Legislaturperiode im Kongress absolvieren. Diese war von den Ereignissen des Kalten Krieges geprägt.
Von 1952 bis 1966 war William Pfeiffer Direktor und Vorstandsvorsitzender der Bank of North America in New York City. Von 1955 bis 1982 war er auch Treuhänder (Trustee) der Albany Savings Bank. Zwischen 1967 und 1975 leitete er diese Bank. In den Jahren 1962 und 1966 war Pfeiffer Wahlkampfmanager von Nelson Rockefeller bei dessen Kandidaturen für das Amt des Gouverneurs von New York. Er starb am 22. Juli 1985 in Glen Falls, wo er auch beigesetzt wurde.

## Weblink
- William L. Pfeiffer im Biographical Directory of the United States Congress (englisch)

| Vorgänger         | Amt | Nachfolger        |
| ----------------- | --- | ----------------- |
| Walter G. Andrews | Abgeordneter im Repräsentantenhaus der Vereinigten Staaten für New York (42. Wahlbezirk) 3. Januar 1949 – 3. Januar 1951 | William E. Miller |

| Personendaten    | Personendaten                                |
| ---------------- | -------------------------------------------- |
| NAME             | Pfeiffer, William L.                         |
| ALTERNATIVNAMEN  | Pfeiffer, William Louis (vollständiger Name) |
| KURZBESCHREIBUNG | US-amerikanischer Politiker                  |
| GEBURTSDATUM     | 29. Mai 1907                                 |
| GEBURTSORT       | Buffalo, New York                            |
| STERBEDATUM      | 22. Juli 1985                                |
| STERBEORT        | Glens Falls, New York                        |